# Gates Avenue
Gates Avenue – stacja metra nowojorskiego, na linii J i Z. Znajduje się w dzielnicy Brooklyn, w Nowym Jorku i zlokalizowana jest pomiędzy stacjami Halsey Street i Kosciuszko Street. Została otwarta 13 maja 1885.